# Nativus
Genre
Nativus est un genre d'araignées aranéomorphes de la famille des Sparassidae.

## Distribution
Les espèces de ce genre se rencontrent en Colombie, au Brésil et au Pérou.

## Liste des espèces
Selon World Spider Catalog (version 24.5, 09/11/2023) :
- Nativus carare Casas & Rheims, 2023
- Nativus hazzii Casas & Rheims, 2023
- Nativus janai Casas & Rheims, 2023
- Nativus juruti Casas & Rheims, 2023
- Nativus mariua Casas & Rheims, 2023
- Nativus napo Casas & Rheims, 2023
- Nativus nocaima Casas & Rheims, 2023
- Nativus tawu Casas & Rheims, 2023
- Nativus tupana Casas & Rheims, 2023
- Nativus yurupari Casas & Rheims, 2023

## Systématique et taxinomie
Ce genre a été décrit par Casas et Rheims en 2023 dans les Sparassidae.

## Publication originale
- Casas & Rheims, 2023 : « Nativus gen. nov., a new huntsman spider genus from South America (Araneae: Sparassidae: Heteropodinae). » Zootaxa, no 5360(1), p. 1-43.